# Rivera (álbum)
Rivera es el título del décimo álbum de estudio grabado por el cantautor y músico puertorriqueño-estadounidense de salsa Jerry Rivera. Fue lanzado al mercado bajo el sello discográfico BMG U.S. Latin el 6 de marzo de 2001.
El álbum fue producido por el desaparecido cantautor, pianista y productor musical argentino-mexicano Bebu Silvetti, coproducido por Ramón B. Sánchez, Adrián Possé y Ángel Carrasco como productores ejecutivos y cuenta con 13 canciones.

## Lista de canciones
| Rivera |                             |                                                   |          |  |
| N.º    | Título                      | Escritor(es)                                      | Duración |  |
| 1.     | «Quiero»                    | Martha Cancel · Ray Contreras                     | 4:35     |  |
| 2.     | «Tú»                        | Sylvia Riera Ibáñez · Bebu Silvetti               | 4:11     |  |
| 3.     | «Fingir»                    | Donato Póveda                                     | 3:45     |  |
| 4.     | «Caramelito»                | Bellena                                           | 4:36     |  |
| 5.     | «Y se escapó el amor»       | Virginia Faiad · Daniel Freiberg · Luis Sarmiento | 4:25     |  |
| 6.     | «Muero»                     | Armando Larrinaga                                 | 4:08     |  |
| 7.     | «Vuelve»                    | Adrián Possé · Rudy Pérez                         | 3:54     |  |
| 8.     | «Qué queda de nuestro amor» | Sylvia Riera Ibáñez                               | 4:45     |  |
| 9.     | «Volverás»                  | Panchy López                                      | 4:43     |  |
| 10.    | «Un beso de quien amas»     | Panchy López                                      | 4:38     |  |
| 11.    | «Una señal»                 | Paolo Benthacourt                                 | 4:10     |  |
| 12.    | «Porque tú»                 | Fernando Osorio                                   | 4:03     |  |
| 13.    | «Quiero» (Salsa)            | Martha Cancel · Ray Contreras                     | 4:52     |  |
| 56:46  |                             |                                                   |          |  |

## Créditos y personal
- Vocals: Jerry Rivera.
- Piano y sintetizadores: Bebu Silvetti.
- Piano eléctrico: Yasmil Marrufo
- Programación: Tim Devine.
- Guitarras: Manny López.
- Guitarra acústica: Yasmil Marrufo
- Bajo: Julio Hernández.
- Batería: Orlando Hernández.
- Percusión: Richard Bravo y Rafael Solano
- Saxofón: Ed Calle.
- Trompetas: Billy Ross, Jeff Kievitt
- Trombón: Dana Teboe.
- Producido por: Ramón B. Sánchez y Bebu Silvetti.
- Productores Ejecutivos: Adrián Possé, Ángel Carrasco
- Ingenieros de grabación y mezcla: Boris Milan, Darren Luke y Alfredo Matheus.
- Asistente de grabación: Steve Robillard.
- Arreglos y dirección musical: Bebu Silvetti.
- Programación de pianos y guitarras: Yasmil Marrufo.
- Programación de Sintetizadores: Héctor Pineda.
- Coros: Alfredo Matheus, Barbara Larrinaga, Mary Lauret, Rodolfo Castillo
- Cuerdas: VVC Symphonic Strings.
- Concert Master: Alfredo Oliva.
- Coordinación de producción: Sylvia Silvetti.
- Grabado en los siguientes estudios: Castle Recording Studios, The Gallery, Doberman Records y The Hit Factory Criteria (Miami, Florida, EE. UU.).
- Mezclado en: Castle Recording Studios (Miami, Florida, EE. UU.).
- Masterizado por: Mike Fuller en Fuller Sound (Miami, Florida, EE. UU.).
- Diseño gráfico: Carlos Pérez.
- Fotografía: Blasius Erlinger.

© MMI. BMG Music.

## Posicionamiento en las listas
| Lista (2001)                         | Máxima posición |
| ------------------------------------ | --------------- |
| U.S. Billboard Top Latin Albums      | 6               |
| U.S. Billboard Tropical/Salsa Albums | 1               |

### Sucesión y posicionamiento
| Predecesor: Colección Romántica de Juan Luis Guerra & su banda 4.40 | U.S. Billboard Tropical/Salsa Albums — Álbum N°. 1 7 de abril de 2001 - 20 de abril de 2001 | Sucesor: Bachatahits 2001 de Varios artistas |